# Tsuyoshi Otsuki
Tsuyoshi Otsuki (大槻 毅?, Otsuki Tsuyoshi; Sendai, 1º dicembre 1972) è un allenatore di calcio e dirigente sportivo giapponese.